# Marmaroglypha
Marmaroglypha is een kevergeslacht uit de familie van de boktorren (Cerambycidae). De wetenschappelijke naam van het geslacht werd voor het eerst geldig gepubliceerd in 1868 door Redtenbacher.

## Soorten
Marmaroglypha omvat de volgende soorten:
- Marmaroglypha densepunctata Breuning, 1948
- Marmaroglypha fasciata (Pascoe, 1869)
- Marmaroglypha nicobarica Redtenbacher, 1868
- Marmaroglypha sumatrana Ritsema, 1888
- Marmaroglypha vermiculata Breuning, 1948